# Idődilatáció
Az idődilatáció az a relativisztikus jelenség, amikor két különböző vonatkoztatási rendszerből figyelve eltérés lép fel az idő múlásában. A nyugalomban lévőnek tekintett vonatkoztatási rendszerből nézve a mozgó vonatkoztatási rendszerben zajló esemény időtartama hosszabb lesz, mint az eseménnyel együtt mozgó vonatkoztatási rendszerben mérve, ahol az idődilatáció hosszkontrakcióban nyilvánul meg. Albert Einstein relativitáselméletében két körülmény során jelenik meg:
- A speciális relativitáselméletben, mikor a két vonatkozási rendszer egymáshoz viszonyítva mozgásban van, vagyis inercia-rendszerek esetén. Ezt az effektust pontosan leírja a Lorentz-transzformáció.
- Az általános relativitáselméletben, mikor a vonatkoztatási rendszerek egymáshoz képest gyorsulnak. Ezt nevezzük gravitációs idődilatációnak.

A speciális relativitáselméletben az idődilatáció mindkét vonatkoztatási rendszerben fellép a másik rendszerből nézve.  Ez feltételezi, hogy a két rendszer egymáshoz viszonyítva egyenletesen mozog és a megfigyelés ideje alatt egyik sem gyorsul. Az idődilatációt meghatározó egyenlet:
{\displaystyle \Delta t=\gamma \Delta t_{0}\!},
ahol:
Δ t a nyugalomban lévő megfigyelő által mért időtartam,
Δ t0 a mozgásban lévő megfigyelő által mért időtartam,
{\displaystyle \gamma \equiv {\frac {1}{\sqrt {1-{\frac {v^{2}}{c^{2}}}}}}} a Lorentz-tényező,
v a két megfigyelő egymáshoz viszonyított sebessége és
c a fénysebesség.
A mozgó esemény időtartama így lerövidülni látszik a nyugalomban lévő megfigyelő számára. A dilatáció mértéke a relatív sebességgel és a gravitációs különbséggel egyenes arányban növekszik. A hétköznapi életben, de még az űrrepüléseknél sincsenek akkora relatív különbségek, hogy ez a hatás jelentős legyen, ezért gyakorlatilag elhanyagolható. Csak akkor válik jelentőssé, ha egy objektum legalább 1/10 fénysebességgel (30 000 km/s) halad, vagy egy nagy tömegű égitest gravitációs hatása alá kerül.
Az idődilatációt Joseph Larmor is megjósolta 1897-ben az atommag és a körülötte keringő elektronok esetében. Szerinte az egyes elektronok saját pályaszakaszaikat {\displaystyle {\sqrt {1-{\frac {v^{2}}{c^{2}}}}}} arányban rövidebb idő alatt futják be, mint a rendszer többi része. Ezt később részecskegyorsítókban kísérletileg is bebizonyították.[forrás?]

## Az idődilatáció egyszerű kimutatása

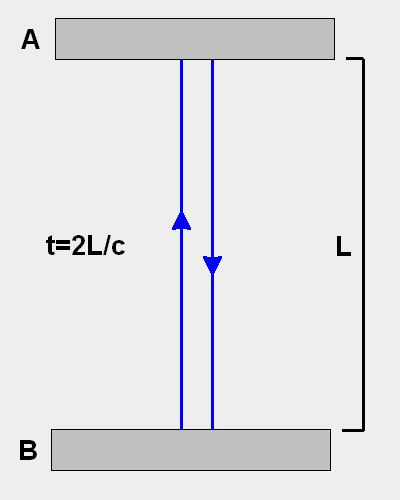
A nyugalomban lévő megfigyelő által mért idő 2L/c

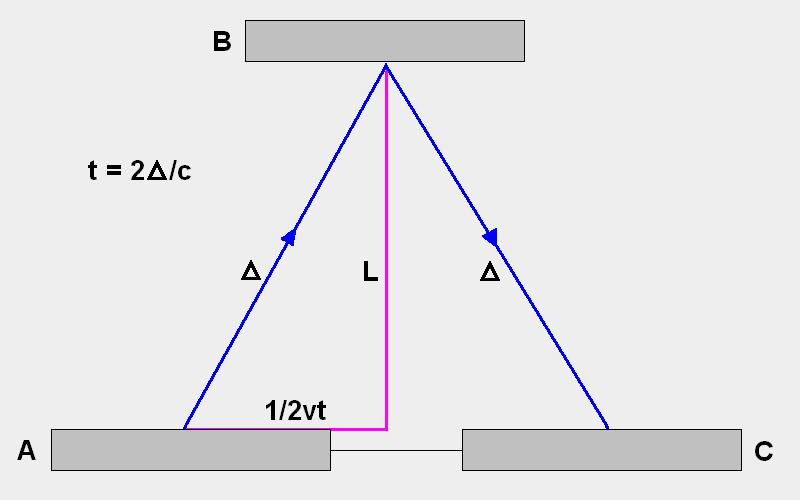
A jobbra elmozduló megfigyelő számára a foton hosszabb utat tesz meg, az idő t>2L/c

Az idődilatáció egyszerűen kimutatható a speciális relativitáselmélet második posztulátuma alapján, amely szerint a fénysebesség  független a fényforrás mozgásától:
Legyen két, egymással szemben álló tükörből (A és B) és egy oda-vissza haladó fotonból álló fényóra. A két tükör egymástól való távolsága L. Mikor a foton elér egy tükröt, az óra jelzést ad. Abban a vonatkoztatási rendszerben, amelyben az óra nyugalomban van, a foton 2L hosszúságú utat tesz meg, az óra periódusa pedig 2L/c.
Egy mozgó megfigyelő vonatkoztatási rendszerből nézve a foton hosszabb, bizonyos szöggel elforduló utat tesz meg. A második posztulátum szerint a fény sebessége minden vonatkoztatási rendszerben ugyanaz, ebből következtethető, hogy az óra periódusa a mozgó megfigyelő számára megnő. Más szóval az órához képest mozgó vonatkoztatási rendszerben az óra lassabban jár. A Pitagorasz-tétel alkalmazása vezet el ehhez.
{\displaystyle t={\frac {2\Delta }{c}}}
{\displaystyle \Delta ={\sqrt {\left({\frac {1}{2}}vt\right)^{2}+L^{2}}}}
{\displaystyle ct=2{\sqrt {\left({\frac {1}{2}}vt\right)^{2}+L^{2}}}}
{\displaystyle c^{2}t^{2}=v^{2}t^{2}+4L^{2}}
{\displaystyle t^{2}={\frac {4L^{2}}{c^{2}-v^{2}}}}
{\displaystyle t={\frac {2L/c}{\sqrt {1-({\frac {v}{c}})^{2}}}}}

## Az idődilatáció és az űrrepülés
Az idődilatáció lehetővé teszi, hogy egy gyorsan mozgó űrhajó rövid idő alatt hatalmas távolságot tegyen meg. Az űrhajón elhelyezett óra rövidebb időtartamot mér, mint a Földön hagyott, nyugalomban lévő óra. Elég nagy sebességeknél az egyéves utazás a Földön tíz évet is jelentene. Állandó 1 g gyorsulással egy emberi élet alatt körbe lehetne utazni az ismert univerzumot, amely (tévesen gondolják néhányan) nem 13,8 milliárd fényév sugarú, ugyanis a tágulás történhet fénysebességnél nagyobb sebességgel is. Az űrutazók több milliárd év múlva térnének vissza a Földre.

### Idődilatáció állandó gyorsulásnál
A speciális relativitáselmélet az idődilatációt állandó mozgás esetén írja le. Lorentz-egyenletekkel sajátidőt és térbeli mozgást számíthatunk ki abban az egyszerű esetben, ha a mozgó esemény egy vonatkoztatási ponthoz képest gyorsul.
Legyen t egy inerciális rendszer sajátideje, x egy térbeli koordináta, és egy objektum állandó gyorsulásának iránya, valamint a sebessége párhuzamos az x tengellyel. Ha az objektum helyzete t=0-ban x=0 és a sebessége v0, akkor felírhatók a következő egyenletek:
Helyzet:
{\displaystyle x=\left({\sqrt {1+{\frac {(g\cdot t+v_{0})^{2}}{c^{2}}}}}-{\sqrt {1+{\frac {v_{0}^{2}}{c^{2}}}}}\right)\cdot {\frac {c^{2}}{g}}}
Sebesség:
{\displaystyle v={\frac {g\cdot t+v_{0}}{\sqrt {1+{\frac {\left(g\cdot t+v_{0}\right)^{2}}{c^{2}}}}}}}
Sajátidő:
{\displaystyle t^{*}={\frac {c}{g}}\cdot \ln \left(\left({\sqrt {c^{2}+v_{0}^{2}}}-v_{0}\right)\cdot {\frac {{\sqrt {c^{2}+(g\cdot t+v_{0})^{2}}}+g\cdot t+v_{0}}{c^{2}}}\right)}
Az inerciarendszer ideje x függvényében:
{\displaystyle t={\frac {1}{g}}\cdot \left(-v_{0}+{\frac {1}{c}}\cdot {\sqrt {v_{0}^{2}\cdot c^{2}+x^{2}\cdot g^{2}+2\cdot x\cdot g\cdot c\cdot {\sqrt {c^{2}+v_{0}^{2}}}}}\right)}